# Секст Бай Пудент
Секст Бай Пудент (на латински: Sextus Baius Pudens; † между 180 и 192) е римски конник, който през втората половина на 2 век служи като държавен служител и управител.
Според намерените надписи той е първо военен трибун, екве (Equites singulares), след това прокуратор в различни провинции. През 162/163 г. той е прокуратор и управлява провинцията Реция със седалище в Аугсбург. През 166/167 г. е управител на Цезарийска Мавретания със седалище в Цезарея. Между 166 – 180 г. е управител на Норик, вероятно е последният управител преди реформите на император Марк Аврелий (161 – 180). Не е сигурно дали наистина е преториански префект (AE 1929, 160).
Пудент притежава вила до днешния град Фара ин Сабина, намираща се в древния сабински град Cures на 36 км от Рим на Виа Салария. Умира вероятно във вилата си по време на управлението на император Комод (180 – 192). Неговият гобен надпис е намерен на територията на град Cures.